# Осиев, Николай Петрович
Николай Петрович Осиев (1920—1992) — полковник Советской Армии, участник Великой Отечественной войны, Герой Советского Союза (1945).

## Биография
Николай Осиев родился 19 декабря 1920 года в селе Шеменичи (ныне — Подпорожский район Ленинградской области). После окончания неполной средней школы учился в Кронштадтском мореходном училище. В мае 1940 года Осиев был призван на службу в Рабоче-крестьянскую Красную Армию. С сентября 1941 года — на фронтах Великой Отечественной войны.
К июлю 1944 года старший лейтенант Николай Осиев командовал ротой 588-го стрелкового полка 142-й стрелковой дивизии 115-го стрелкового корпуса 23-й армии Ленинградского фронта. Отличился во время боёв на Карельском перешейке. 9 июля 1944 года рота Осиева в числе первых переправилась через реку Вуокса и захватила плацдарм на её берегу, нанеся противнику большие потери. В тех боях Осиев был ранен в голову, но продолжал сражаться. В ходе последующих боёв Осиев во главе роты добровольно вызвался подобраться к скоплению финских солдат и офицеров, готовивших к контратаки против войск на плацдарме, и разгромить его. Эта операция была успешно проведена, было уничтожено около 50 солдат и офицеров, остальные были рассеяны и в панике бежали. Продолжая вести бои на плацдарме, рота Осиева отразила ещё четыре финских контратаки.
В наградном листе Осиева на представление к званию Героя Советского Союза от 20 июля 1944 года записано:

 Самый смелый, самый храбрый и мужественный офицер. Боевую задачу по форсированию водной преграды реки Вуокси выполнил с честью геройски. Место посадки на лодки обстреливалось сплошным непрерывным артиллерийским, миномётным и пулемётным огнем противника. Нужно было иметь величайшее мужество, большую волю, чтобы руководить ротой в таких условиях. Вся его рота первой достигла левого берега без единой потери. Несколько лодок было разбито осколками снарядов, но никто не утонул, всех спасли. Рота стремительно атаковала траншеи противника, и люди Осиева,  раненые, не выходили из поля боя, глядя на своего командира, который, тоже раненый в голову... продолжал вести роту на сближение с врагом... 10-го и 11.7. 1944 года Осиев со своей группой отбыл 4 контратаки врага. Своим мужеством и отвагой прикрыл фланг наступающих наших подразделений и обеспечил закрепление плацдарма на левом берегу реки.
Указом Президиума Верховного Совета СССР от 24 марта 1945 года за «образцовое выполнение боевых заданий командования на фронте борьбы с немецкими захватчиками и проявленные при этом отвагу и геройство» старший лейтенант Николай Осиев был удостоен высокого звания Героя Советского Союза с вручением ордена Ленина и медали «Золотая Звезда».
После окончания войны Осиев продолжил службу в Советской Армии. В 1955 году он окончил Военную академию имени М. В. Фрунзе. В 1974 году в звании полковника Осиев был уволен в запас. Проживал и работал в Москве. Умер 23 января 1992 года, похоронен на Николо-Архангельском кладбище Москвы.
Почётный гражданин Подпорожья. Был также награждён двумя орденами Отечественной войны 1-й степени, двумя орденами Красной Звезды и рядом медалей.
19 марта 2015 года Советом депутатов МО «Подпорожское городское поселение» принято решение № 49 «Об увековечении памяти Героя Советского Союза, Почетного гражданина города Подпорожье Осиева Н. П.» согласно которому на Аллеи Героев в городе Подпорожье в 2016 г. будет установлен бюст Героя Советского Союза, Почетного гражданина города Подпорожье Осиева Н. П.